# Cașmir

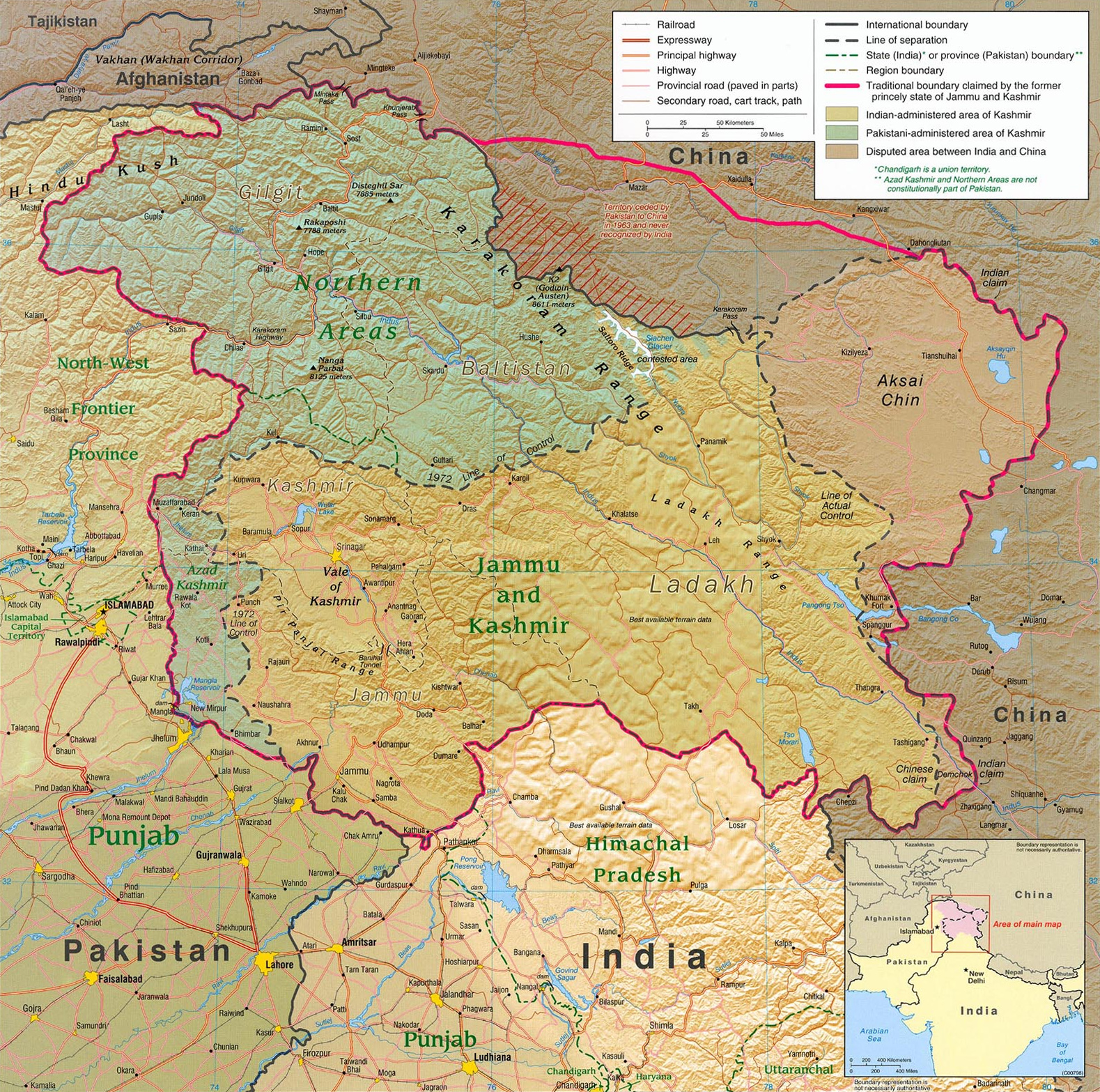
Hartă (2004)

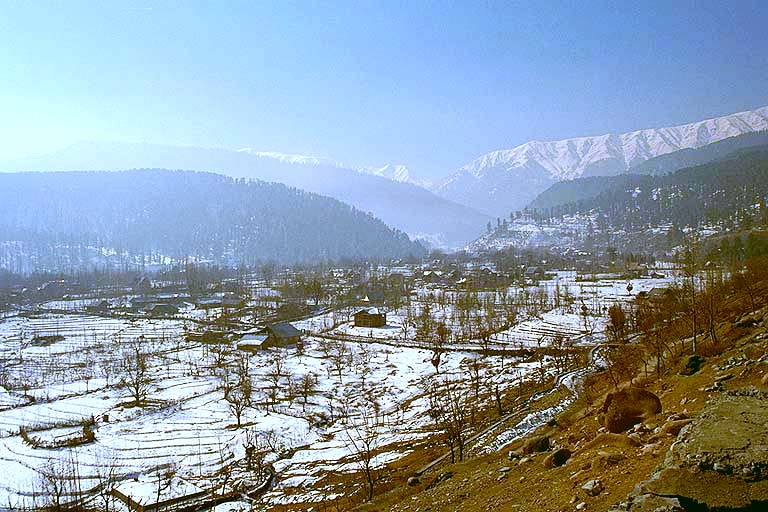
Talmarg (India)

Cașmir (devanagari: कश्मीर, urdu: کشمیر, Kaśmīr, sau Kașmir) este o regiune controversată în Himalaya, între India, Pakistan și China, fost principat.

## Geografie

Partea Indiei din Cașmir Jammu și Cașmir

Până în 2019 Casmir, situat în Himalaya, era divizat  în statul federal indian Jammu și Cașmir, cu 101.387 km² și 10,1 milioane locuitori, regiunea Gilgit-Baltistan din Pakistan și regiunea semi-autonomă pakistaneză Azad Cașmir cu un total de 83.888 km² și cca. 5 milioane de locuitori precum și unele zone din China  (inclusiv Aksai Chin) cu 36.991 km² și câteva mii de locuitori.
Suprafața totală a Cașmirului este de aproximativ 222.000 km². În prezent partea indiană este împărțită în două teritorii unionale Jammu și Kașmir și Ladakh cu un total de 22 de districte. Cea mai mare diviziune a Cașmirului indian este Ladakh.

## Geologie
Regiunea este situată pe o zonă de fractură lată de 200 km între placa continentală indiană și eurasiatică. În anul 2005 a avut loc în Cașmir (Hindukush) un cutremur cu intensitatea de 7,6 pe scara Richter, provocând un număr de victime 84.000 în Pakistan, 1.300 în India.

## Istoric
Cașmirul își trage obârșia din Valea Cașmirului împreună cu centrul comercial Srinagar (Sanskrit, श्रीनगर, Śrīnagar, Shrinagar) fiind în prezent centrul administrativ (894.940 locuitori) a statului indian Jammu și Cașmir din vestul Himalaya. În regiunea muntoasă a regiunii prehimalayane se află o ramificație din Drumul Mătăsii care lega Asia orientală, centrală și sudică. Azi este, la fel ca în secolul al XIII-lea, regiunea de intersecție a religiilor budiste, hinduiste și, din ce în ce mai puternic, musulmane.
Între anii 1846 - 1947 regiunea Cașmir a fost un principat Dogra-Maharaja semiautonom, sub dominație britanică, cu o populație majoritatea musulmană mai ales în nord, în sud hinduistă și în est budistă. Această divizare a regiunii din punct de vedere religios a dus la mișcări de protest musulmane în 1930 împotriva prințului (Maharaja) care a fost în cele din urmă înăbușită în sânge.

### Conflictul din Cașmir

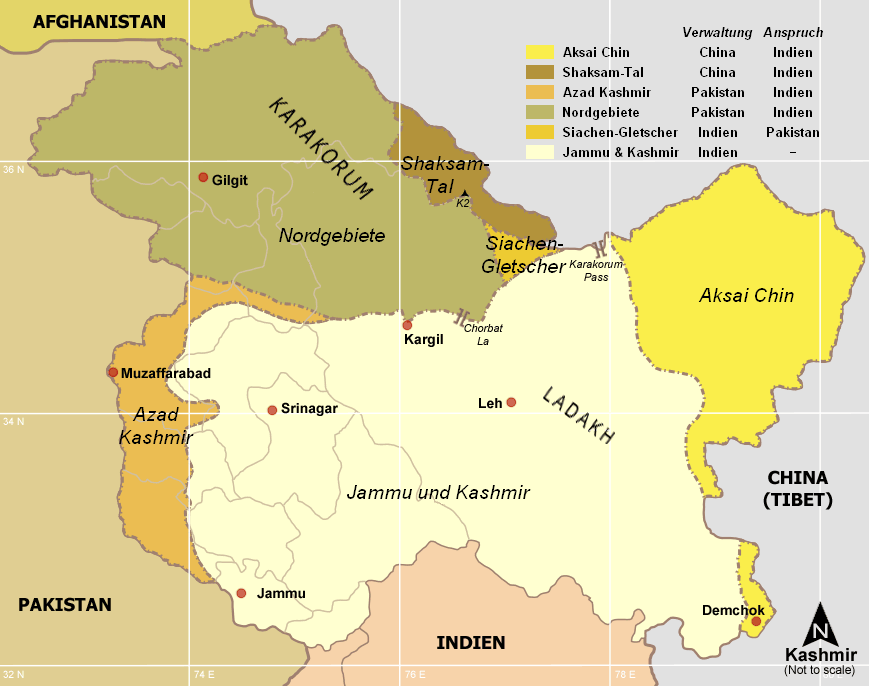
Teritorii controversate in Kashmir

Conflictele existente azi în Cașmir sunt motivate prin cuceririle făcute în 1819 de către Sikhs (o comunitate războinică religioasă din regiunea Punjab (țara celor 5 ape) din nordul Indiei) pe de o parte, iar pe de altă parte prin împărțirea în anul 1947 a Indiei formând două state Pakistan și India din timpul colonialismului englez neținând seama de originea etnică și religioasă diferită a populației musulmane și hinduse. Cașmirul rămâne după împărțirea britanică la început independent, sub conducerea prințului Hari Singh, devine însă după o perioadă scurtă mărul discordiei determinând un conflict militar între India și Pakistan. După invazia Cașmirului de către Pakistan, sprijină populația musulmană rebeliunea contra prințului (maharaja). În octombrie 1947 intră trupe masive din India în Cașmir ca urmare a cererii de ajutor a prințului. Pakistanul nu acceptă intervenția Indiei în conflict astfel dintr-un conflict religios hindu-musulman se ajunge la un conflict politic între cele două state. Acest conflict escaladează, astfel că între anii 1947 - 1949 se ajunge la primul război indo-pakistanez, care prin mediere ONU duce la împărțirea Cașmirului. După acest război două treimi revin Indiei fiind numit districtul Jammu și Kașmir, iar restul nordul Cașmirului, Asad Kașmir și Northern Area (provinciile de nord) revin Pakistanului. Linia de graniță dintre cele două părți („Line of Control“) are o lungime de 750 km fiind sub mandat ONU neputându-se ajunge la un compromis între India și Pakistan.
Pe lângă India și Pakistan se alătură și China de partea Pakistanului în acest conflict (sprijinit de URSS) prin intrarea trupelor chineze (1956 și 1962) în estul Cașmirului ocupând platoul Aksai-Chin și preia de la Pakistan K2 . 
Pakistanul pretinde teritoriul din Cașmir unde locuiește majoritatea musulmană, aceasta nefiind acceptat de India se ajunge la al doilea război indo-pakistanez (august - septembrie 1965) războiul se încheie fără modificarea granițelor inițiale. Urmează o serie de conflicte militare ca războiul Kargil 1999, acest conflict fiind deosebit de important pentru situația internațională prin faptul că ambele state India și Pakistanul dețin deja arma nucleară, conflictul prin mediere internațională va fi aplanat.

## Economie

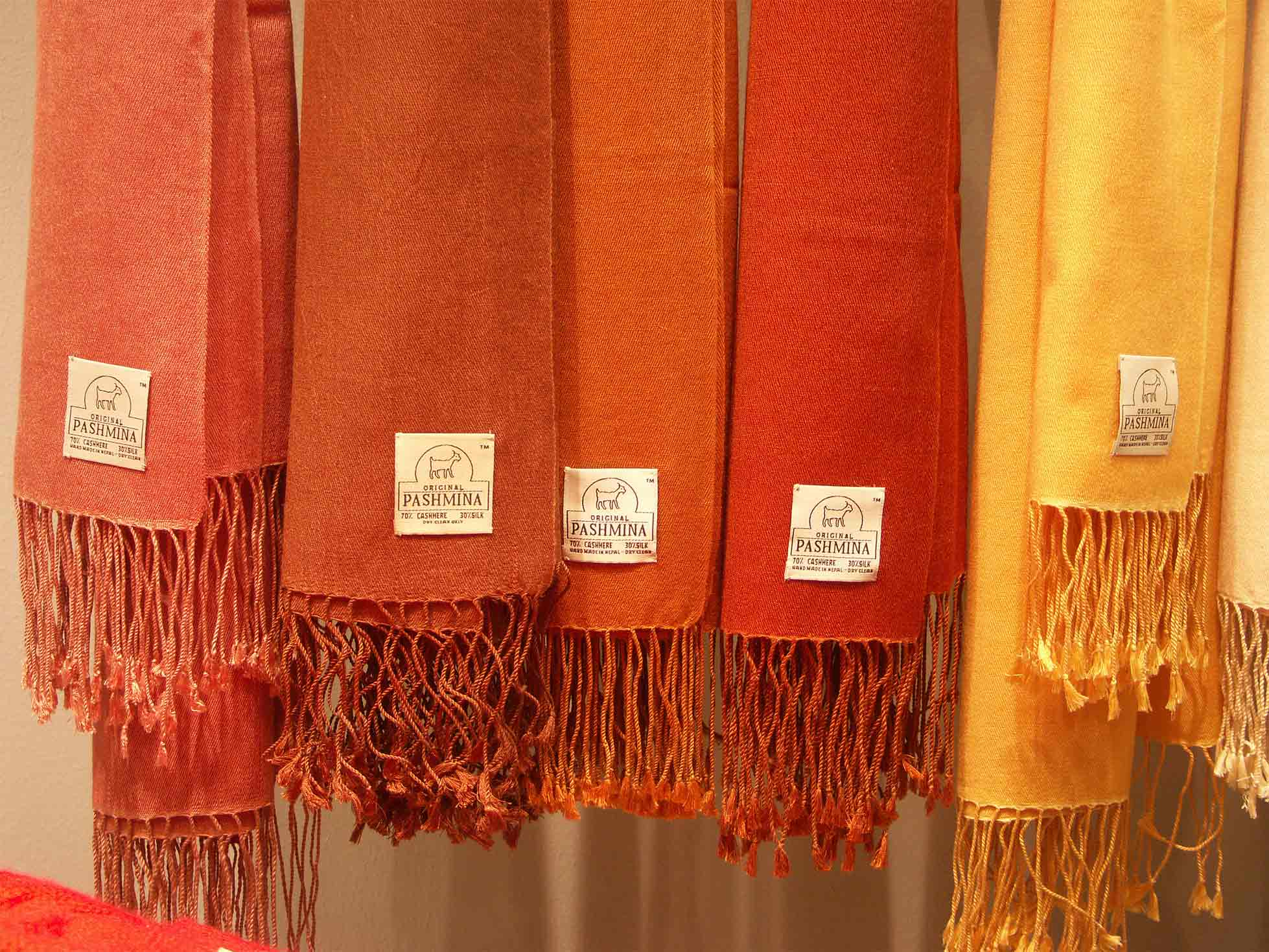
Pashmina-Șal din lână Cașmir și mătase, produs în Nepal

După numele regiunii a fost denumită lâna de Cașmir, care se obține la sfârșitul iernii prin pieptănatul caprei de Cașmir (originară din Himalaya și Pamir) obținându-se 150 de grame/animal, alese cu mâna, lâna cu firul lung, subțire și de culoare deschisă este cea mai apreciată.

## Galerie de imagini

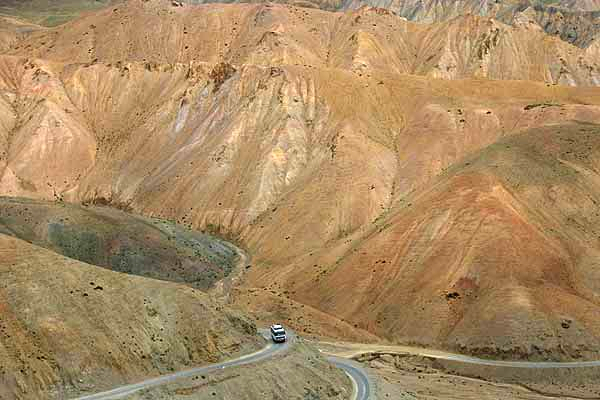
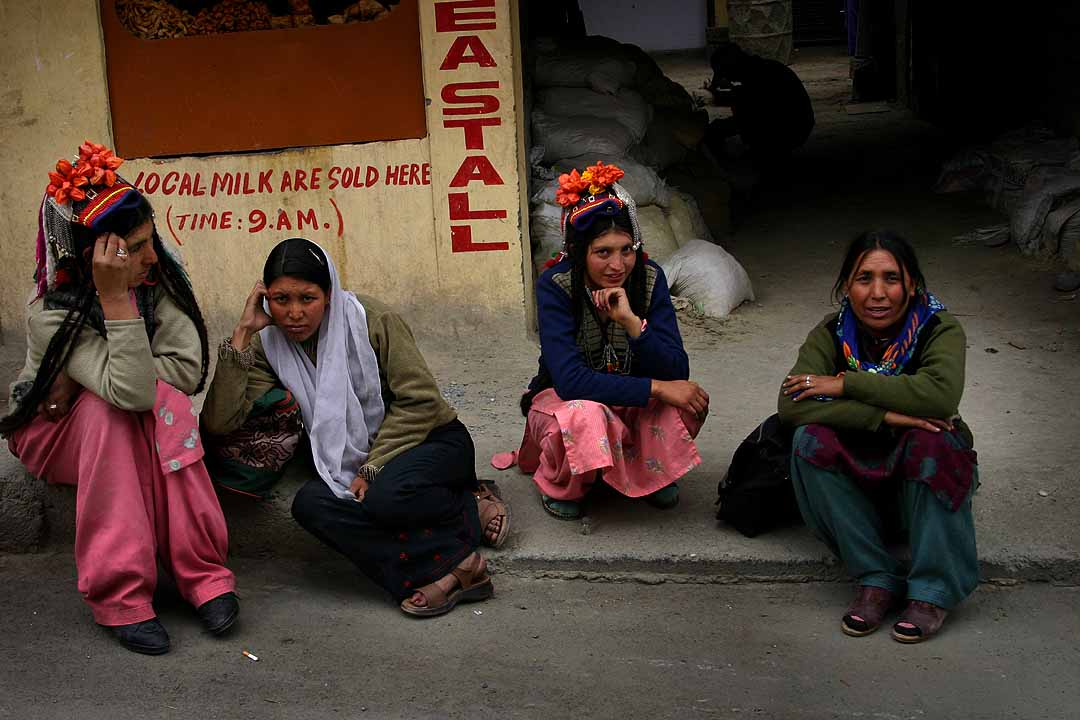
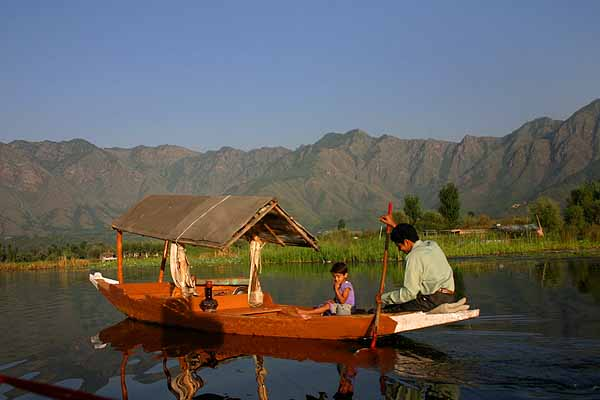